# Cariberto II
Cariberto II (607 / 610-8 abril 632), fue rey de Aquitania durante la dinastía merovingia. Hijo de Clotario II y su esposa secundaria Sichilda, padre de Bogis I de Gascuña;
reino desde 629 hasta su muerte, con su capital en Toulouse.

## Reinado
No se tiene ninguna declaración directa acerca de cuándo Cariberto nació exactamente, sólo que él era «unos años más joven» que su medio hermano Dagoberto I. Su padre Clotario era bígamo, algo no extraordinario entre la realeza franca.
Cuando su padre, Clotario II, rey de los francos, murió en el año 629, en nombre de Cariberto se hizo una oferta por el reino de Neustria a su medio hermano Dagoberto I, que ya había sido rey de Austrasia desde 623. En las negociaciones subsiguientes, Cariberto , menor de edad, estuvo representado por su tío Brodulf, el hermano de la reina Sichilda. Sin embargo Dagoberto mató a Brodulf, pero no intervino cuando su medio hermano se hizo cargo del reino casi independiente de Aquitania. Al parecer esto no causó ningún desacuerdo, ya que en el 631 Cariberto fue padrino del hijo de Dagoberto, el futuro Sigeberto III.
El reino de Aquitania incluía Toulouse, Cahors, Agen, Périgueux, y Saintes, a lo que añadió sus posesiones en Gascuña. Tuvo un comienzo difícil por las incursiones de los vascos, que amenazaban a numerosos condados del sudoeste. Finalmente todo el Novempopulania (convertido Ducado de Vasconia) estaba bajo su control.
En el año 632, murió a Cariberto II en Blaye (Gironda), posiblemente asesinado por órdenes de Dagoberto, quien mandó asesinar también a Childerico I, hijo y sucesor de Cariberto II. Aquitania pasó de nuevo a Dagoberto. Tanto Cariberto como su hijo están enterrados en la basílica románica de Saint-Romain en Blaye.

El reino de Cariberto II en oscuro.